# Петър Николов (революционер)
Вижте пояснителната страница за други личности с името Петър Николов.
Петър Николов, известен като Лешански, е български революционер, войвода на Вътрешната македоно-одринска революционна организация.

## Биография
Петър Николов е роден в 1880 година в охридското село Лешани, което тогава е в Османската империя. Става член на ВМОРО и оглавява чета, действаща в Охридско. При избухването на Балканската война в 1912 година е доброволец в Македоно-одринското опълчение и е в Демирхисарската чета на Петър Чаулев. През Междусъюзническата война е в Сборната партизанска рота на МОО. Загива при село Брежани. Носител е на орден „За храброст“ IV степен.